# Norman Jewison
Norman Frederick Jewison (Toronto, 1926. július 21. – Los Angeles, 2024. január 20.) BAFTA-díjas kanadai filmrendező, producer.

## Pályafutása
Percy Joseph Jewison és Dorothy Irene Weaver gyermekeként született.  
Tanulmányait a Torontói Egyetemen és a Victoria College-ben végezte. Karrierje kezdetén tengerészként és taxisofőrként dolgozott. 1950–1951 között színészettel foglalkozott. 1952–1958 között volt TV-színész. 1958–1961 között a CBC tv-rendezőjeként dolgozott. 1963-tól filmrendező volt. 1969-től ismét a CBS tv-rendezője lett. 
1981-től a salzburgi Amerikai Tanárok Intézetének tanára. 1987-től a Filmtudományi Intézet igazgatója. A tv-ben Harry Belafonte, Andy Williams, Judy Garland és Danny Kaye rendezője volt. Az Amerikai Rendezők Egyesületének választmányi tagja, valamint a Kanadai Művelődési Tanács tagja volt.

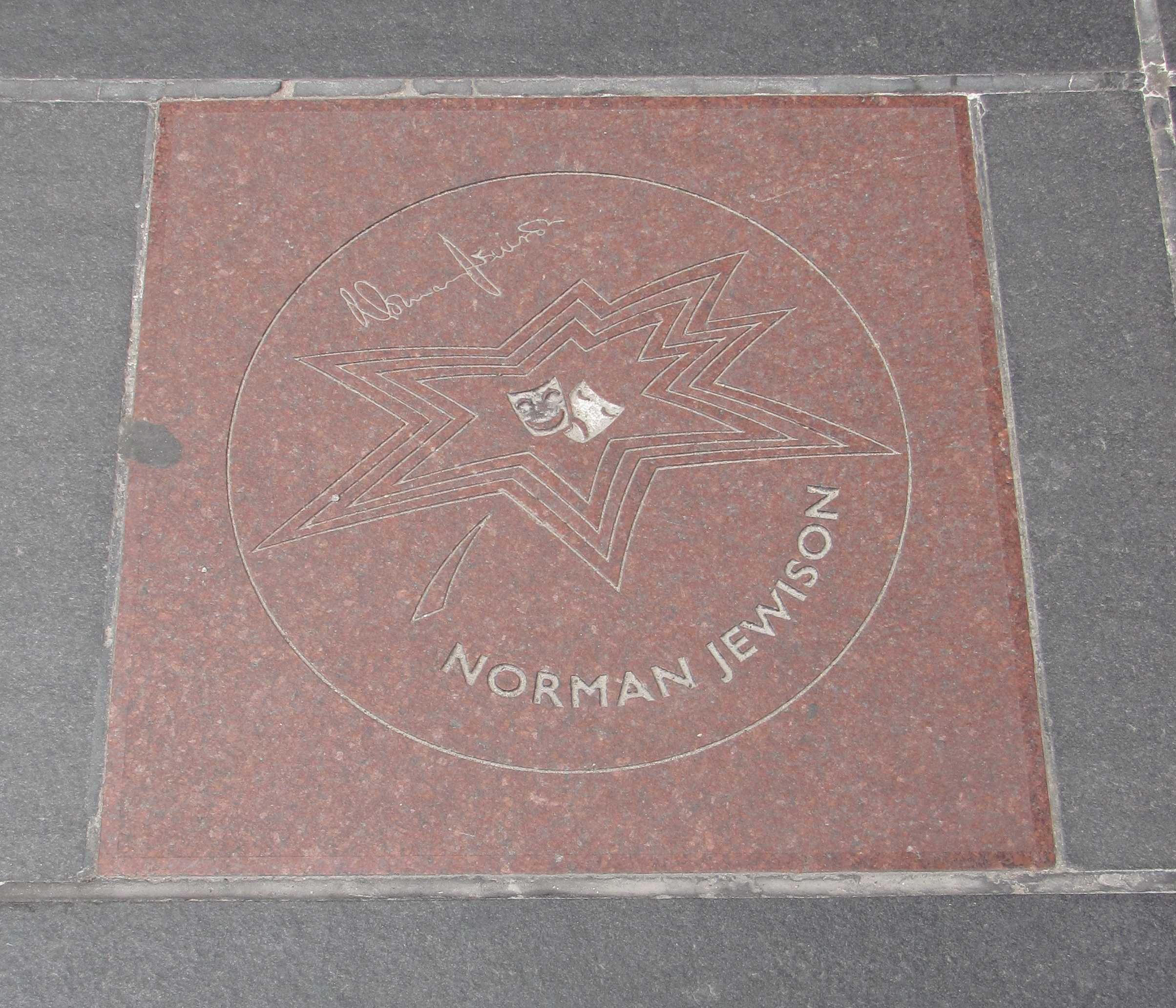
Normann Jewison csillaga a Hírességek Sétányán

## Magánélete
1953–2004 között Margaret Ann Dixon volt a felesége. Három gyermekük született: Kevin Jefferie, Michael Philip és Jennifer Ann.

## Filmográfia

### Film

#### Rendező és producer
| Év   | Magyar cím                            | Eredeti cím                                      | Feladatkör | Feladatkör | Megjegyzések    |
| Év   | Magyar cím                            | Eredeti cím                                      | Rendező    | Producer   | Megjegyzések    |
| ---- | ------------------------------------- | ------------------------------------------------ | ---------- | ---------- | --------------- |
| 1962 | Vidámparki bajkeverő                  | 40 Pounds of Trouble                             | Igen       | Nem        |                 |
| 1963 | Minden izgalmat                       | The Thrill of It All                             | Igen       | Nem        |                 |
| 1964 |                                       | Send Me No Flowers                               | Igen       | Nem        |                 |
| 1965 |                                       | The Art of Love                                  | Igen       | Nem        |                 |
| 1965 | A Cincinnati Kölyök                   | The Cincinnati Kid                               | Igen       | Nem        |                 |
| 1966 | Jönnek az oroszok! Jönnek az oroszok! | The Russians Are Coming, the Russians Are Coming | Igen       | Igen       |                 |
| 1967 | Forró éjszakában                      | In the Heat of the Night                         | Igen       | Nem        |                 |
| 1968 | A Thomas Crown-ügy                    | The Thomas Crown Affair                          | Igen       | Igen       |                 |
| 1969 | Vidáman, Vidáman                      | Gaily, Gaily                                     | Igen       | Igen       |                 |
| 1970 | A háziúr                              | The Landlord                                     | Nem        | Igen       |                 |
| 1971 | Hegedűs a háztetőn                    | Fiddler on the Roof                              | Igen       | Igen       |                 |
| 1973 | Jézus Krisztus szupersztár            | Jesus Christ Superstar                           | Igen       | Igen       | forgatókönyvíró |
| 1974 | A hölgy és a bandita                  | Billy Two Hats                                   | Nem        | Igen       |                 |
| 1975 | Rollerball                            | Rollerball                                       | Igen       | Igen       |                 |
| 1978 | Ö.K.Ö.L.                              | F.I.S.T.                                         | Igen       | Igen       | forgatókönyvíró |
| 1979 | Az igazság mindenkié                  | ...And Justice for All]                          | Igen       | Igen       |                 |
| 1980 | A háború kutyái                       | The Dogs of War                                  | Nem        | Igen       |                 |
| 1982 | Házasodjunk, vagy tán mégse?          | Best Friends                                     | Igen       | Igen       |                 |
| 1984 | Katonatörténet                        | A Soldier's Story                                | Igen       | Igen       |                 |
| 1984 | Jégbefagyott ember                    | Iceman                                           | Nem        | Igen       |                 |
| 1985 | Ágnes, az Isten báránya               | Agnes of God                                     | Igen       | Igen       |                 |
| 1987 | Holdkórosok                           | Moonstruck                                       | Igen       | Igen       |                 |
| 1989 | Az ellenség földjén                   | In Country                                       | Igen       | Igen       |                 |
| 1989 | Szorul a hurok                        | The January Man                                  | Nem        | Igen       |                 |
| 1991 | A nagy likvidátor                     | Other People's Money                             | Igen       | Igen       |                 |
| 1994 | Only You – Csak veled                 | Only You                                         | Igen       | Igen       |                 |
| 1994 |                                       | Dance Me Outside                                 | Nem        | Vezető     |                 |
| 1996 | Segíts, mumus!                        | Bogus                                            | Igen       | Igen       |                 |
| 1999 | Hurrikán                              | The Hurricane                                    | Igen       | Igen       |                 |
| 2003 | Az ítélet                             | The Statement                                    | Igen       | Igen       |                 |

#### Filmszínész
| Év   | Magyar cím                 | Eredeti cím                               | Szerep                       | Megjegyzések                 |
| ---- | -------------------------- | ----------------------------------------- | ---------------------------- | ---------------------------- |
| 1949 |                            | Canadian Pacific                          | Joe Podge                    | stáblistán nincs feltüntetve |
| 1970 | A háziúr                   | The Landlord                              | esküvői vendég               | stáblistán nincs feltüntetve |
| 1971 | Hegedűs a háztetőn         | Fiddler on the Roof                       | rabbi Tevje álmában (hangja) | stáblistán nincs feltüntetve |
| 1973 | Jézus Krisztus szupersztár | Jesus Christ Superstar                    | idős férfi a tűznél (hangja) | stáblistán nincs feltüntetve |
| 1996 | Lökött bagázs              | The Stupids                               | tévés rendező                |                              |
| 1997 |                            | An Alan Smithee Film: Burn Hollywood Burn | önmaga                       | stáblistán nincs feltüntetve |

## Díjai
- David di Donatello-díj (1974) (Jézus Krisztus szupersztár)
- a Berlini Nemzetközi Filmfesztivál legjobb rendezői díja (1988) (Holdkórosok)
- Irving G. Thalberg-emlékdíj (1999)